# Verbandsgemeinde Ransbach-Baumbach
Die Verbandsgemeinde Ransbach-Baumbach ist eine Gebietskörperschaft im Westerwaldkreis in Rheinland-Pfalz. Der Verbandsgemeinde gehören die Stadt Ransbach-Baumbach und zehn weitere Ortsgemeinden an, der Verwaltungssitz ist in der namensgebenden Stadt Ransbach-Baumbach.
Das Verwaltungsgebiet liegt im Kannenbäckerland zwischen den Naturparks Rhein-Westerwald und Nassau.

## Verbandsangehörige Gemeinden
| Ortsgemeinde, Stadt                | Fläche (km²) | Einwohner |
| ---------------------------------- | ------------ | --------- |
| Alsbach                            | 4,76         | 638       |
| Breitenau                          | 6,04         | 698       |
| Caan                               | 3,44         | 694       |
| Deesen                             | 3,39         | 755       |
| Hundsdorf                          | 1,40         | 451       |
| Nauort                             | 6,42         | 2.320     |
| Oberhaid                           | 1,92         | 381       |
| Ransbach-Baumbach, Stadt           | 12,14        | 8.108     |
| Sessenbach                         | 2,79         | 507       |
| Wirscheid                          | 2,68         | 341       |
| Wittgert                           | 4,68         | 636       |
| Verbandsgemeinde Ransbach-Baumbach | 49,67        | 15.529    |

(Einwohner am 31. Dezember 2023)

## Bevölkerungsentwicklung
Die Entwicklung der Einwohnerzahl bezogen auf das heutige Gebiet der Verbandsgemeinde Ransbach-Baumbach; die Werte von 1871 bis 1987 beruhen auf Volkszählungen:
| Jahr | Einwohner |
| 1815 | 3.233     |
| 1835 | 4.251     |
| 1871 | 4.171     |
| 1905 | 5.457     |
| 1939 | 6.780     |
| 1950 | 7.602     |

| Jahr | Einwohner |
| 1961 | 8.630     |
| 1970 | 10.256    |
| 1987 | 12.353    |
| 1997 | 14.015    |
| 2005 | 14.708    |
| 2023 | 15.529    |

## Politik

### Verbandsgemeinderat
Der Verbandsgemeinderat Ransbach-Baumbach besteht aus 32 ehrenamtlichen Ratsmitgliedern, die bei der Kommunalwahl am 9. Juni 2024 in einer personalisierten Verhältniswahl gewählt wurden, und dem hauptamtlichen Bürgermeister als Vorsitzendem. Bei der Wahl 2019 erhöhte sich die Anzahl der Ratsmitglieder von 28 auf 32.
Die Sitzverteilung im Verbandsgemeinderat:
| Wahl | SPD | CDU | Grüne | AfD | FDP | FW | FWG | WGH | Gesamt   |
| ---- | --- | --- | ----- | --- | --- | -- | --- | --- | -------- |
| 2024 | 5   | 12  | 3     | 4   | 1   | 2  | 5   | –   | 32 Sitze |
| 2019 | 5   | 12  | 4     | 1   | 2   | –  | 6   | 2   | 32 Sitze |
| 2014 | 5   | 13  | 2     | –   | 1   | –  | 7   | –   | 28 Sitze |
| 2009 | 5   | 13  | 2     | –   | –   | –  | 8   | –   | 28 Sitze |
| 2004 | 6   | 20  | 2     | –   | –   | –  | 0   | –   | 28 Sitze |

- FWG = Freie Wählergruppe der Verbandsgemeinde Ransbach-Baumbach e. V.
- WGH = Wählergruppe Hoffmann

### Bürgermeister
Am 10. September 2006 fanden in der Verbandsgemeinde Ransbach-Baumbach Bürgermeisterwahlen statt, da der bisherige Amtsinhaber Gottfried Dahm aus Altersgründen zurücktrat. Als neuer Bürgermeister wurde mit 74 % Stimmenanteil der parteilose Michael Merz gewählt. Bei der Direktwahl 2014 wurde er mit 89,6 % und bei der Direktwahl am 12. Juni 2022 mit einem Stimmenanteil von 76,7 & für jeweils weitere acht Jahre wiedergewählt.

### Kommunalpartnerschaft
Die Pfarrei Rukoma in der Gemeinde Mirenge in Ruanda ist seit April 2005 Partnerregion der Verbandsgemeinde Ransbach-Baumbach.

### Wappen
Blasonierung: „Innerhalb eines roten Bordes, belegt mit elf silbernen Kantenwürfeln, in Silber über grünem Wellenschildfuß ein blauer Salzkeramikhenkelkrug mit Fuß, belegt mit einem springendem, silbernen Hirsch über ebensolchem Rankenwerk.“
Wappenbegründung: Die Farben Rot und Silber stellen die isenburgischen Farben dar, neun der Ortsgemeinden gehörten als ursprünglich kurtrierisches Lehen bis 1664 zur Grafschaft Nieder-Isenburg. Die elf silbernen Kantenwürfel symbolisieren die elf zugehörenden Gemeinden. Der blaue Henkelkrug mit dem springenden silbernen Hirsch weist auf das über mehreren Jahrhunderten betriebene Töpferhandwerk (Kannenbäcker) hin. Der grüne Wellenfuß versinnbildlicht den Fremdenverkehr.